# Ca' Vendramin Calergi
La Ca' Vendramin Calergi est un palais sur le Grand Canal dans le sestiere de Cannaregio (campiello Vendramin - N.A.2040) de Venise.
On le connaît aussi sous d'autres noms : Palazzo Vendramin Calergi, Palazzo Loredan Vendramin Calergi et Palazzo Loredan Griman Calergi Vendramin. Le bâtiment, qui se distingue par son architecture, a reçu bien des hôtes célèbres au cours de son histoire ; c'est au palais Vendramin qu'est mort Richard Wagner, le 13 février 1883.
Actuellement, il abrite le Casino de Venise (Casinò di Venezia) et le musée Wagner (Museo Wagner).

## Histoire
La Ca' Vendramin Calergi a été conçue à la fin du XVe siècle par Mauro Codussi (1440-1504), l'architecte de l'église San Zaccaria et d'autres édifices religieux ainsi que de résidences privées à Venise. Commencée en 1481, la construction a été achevée après sa mort avec la Bottega dei Lombardo en 1509. La période de vingt-huit ans qu'elle a réclamée est considérée comme courte, compte tenu de la technologie dont on disposait à l'époque.
Spacieux palais de trois étages, d'architecture Renaissance, situé dans le quartier de Cannaregio, la Ca' Vendramin Calergi possède un accès direct au Grand Canal, auquel on arrive par des gondoles. Exceptionnels sont la beauté et l'équilibre de la façade du bâtiment. Des colonnes d'inspiration antique ponctuent chaque niveau face au Grand Canal. De grandes portes-fenêtres doubles, divisées par une colonne simple surmontée d'un arc et d'une ouverture trilobée, éclairent le premier piano nobile et l'étage supérieur. Dès l'origine, l'intérieur du bâtiment fut richement rempli de peintures, de sculptures et de détails architecturaux. Mattia Bortoloni, un maître du baroque, décora les plafonds d'un grand nombre de pièces. Localement le palais est connu sous le surnom de « Non Nobis Domine » (« Pas à nous, ô Seigneur »), tiré du Psaume 113:9 et qui est gravé dans la pierre sous une fenêtre de rez-de-chaussée. Cette ancienne devise des Templiers fut inscrite sur l'ordre de la famille Loredan.
C'est Andrea Loredan, un amateur éclairé de beaux-arts, qui commanda le palais, dont les frais furent payés par le doge, Leonardo Loredano. En 1581, la famille Loredan connut des difficultés financières et le vendit pour 50 000 ducats au duc Éric II de Brunswick-Calenberg-Göttingen, qui avait une profonde affection pour Venise. Le duc ne le garda pourtant que deux ans avant de le revendre à Guillaume de Mantoue, qui le revendit lui-même à Vittore Calergi, un noble Vénitien d'Héraklion en Crète. À l'époque de Calergi, le bâtiment connut un agrandissement notable en 1614 avec une adjonction importante due à l'architecte Vincenzo Scamozzi (1548-1616) et appelée l'« Aile blanche », qui comprenait des fenêtres donnant sur la cour-jardin. (Cet ajout fut démoli en 1659 et reconstruit l'année suivante.) En 1739, le palais passa par mariage aux Vendramin, une puissante famille patricienne de négociants, de banquiers, de dignitaires religieux et de politiciens, et resta en sa possession pendant plus d'un siècle.
Canaletto le représente en 1727, vu de côté en direction de San Geremia. Le tableau est conservé par la Royal Collection.
En 1844, la duchesse de Berry et son deuxième mari, Hector Lucchesi-Palli, duc della Grazia, achetèrent la Ca' Vendramin Calergi au dernier membre de la lignée Vendramin. Les désordres du Risorgimento les forcèrent à vendre le palais au petit-fils de la duchesse, Henri de Bourbon-Parme, comte de Bardi, et un grand nombre d'œuvres d'art furent alors vendues aux enchères à Paris. Le comte de Bardi et sa femme, l'infante Adelgonde de Jésus de Bragance, ainsi que les ducs della Grazia entretinrent la maison et y reçurent de nombreux grands noms de l'époque. En 1937, le dernier des La Grazia, le comte Lucchesi-Palli, vendit la demeure à Giovanni Volpi, comte de Misurata, qui remodela les quartiers d'habitation et fit du bâtiment un Centre pour l'étude des phénomènes électromagnétiques et électriques.
En 1946 le Conseil municipal de la ville de Venise acheta la Ca' Vendramin Calergi. Depuis 1959, c'est là que se tient en hiver le Casino de Venise,.

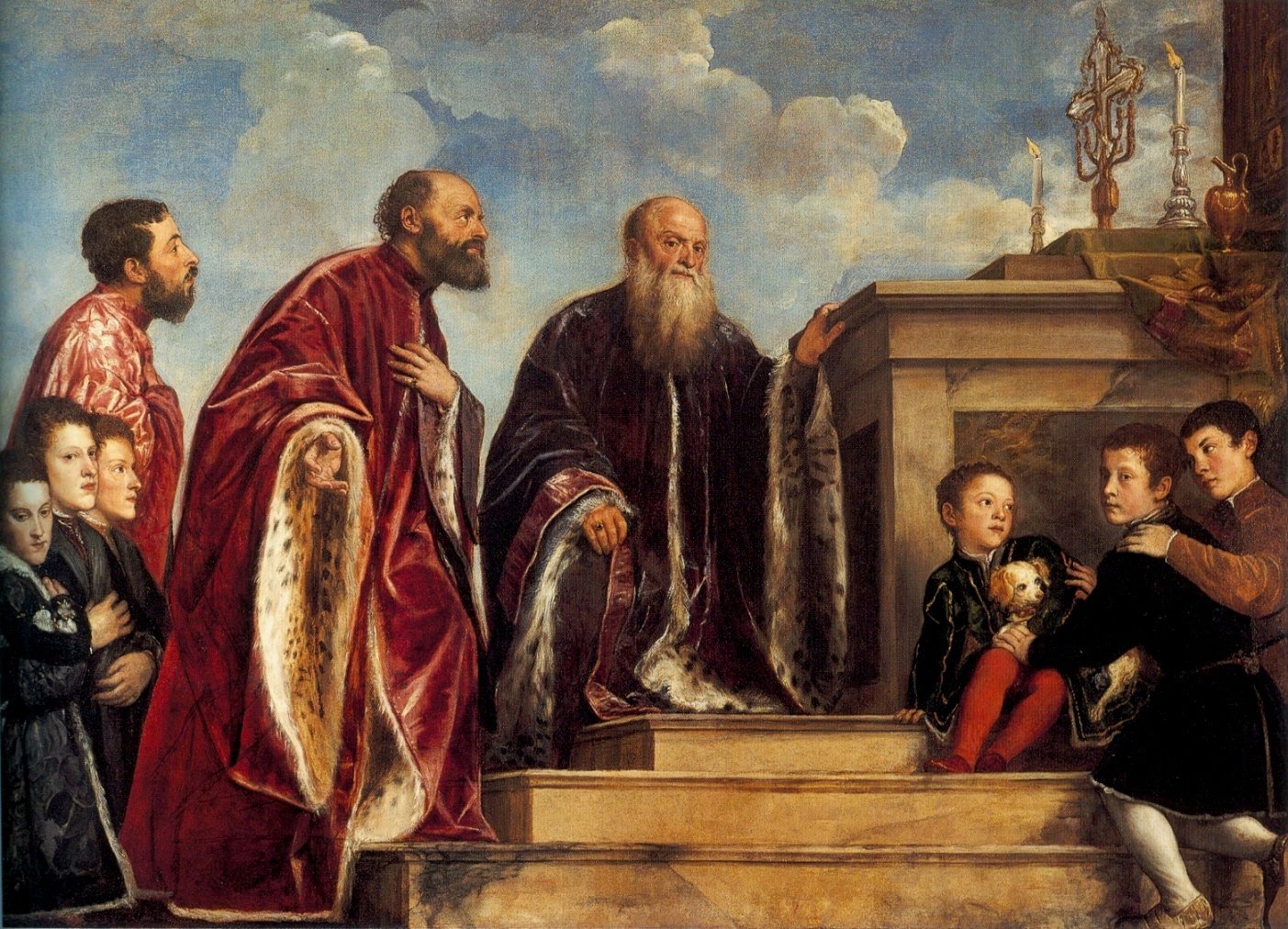
La Famille Vendramin par le Titien (1543-1547)
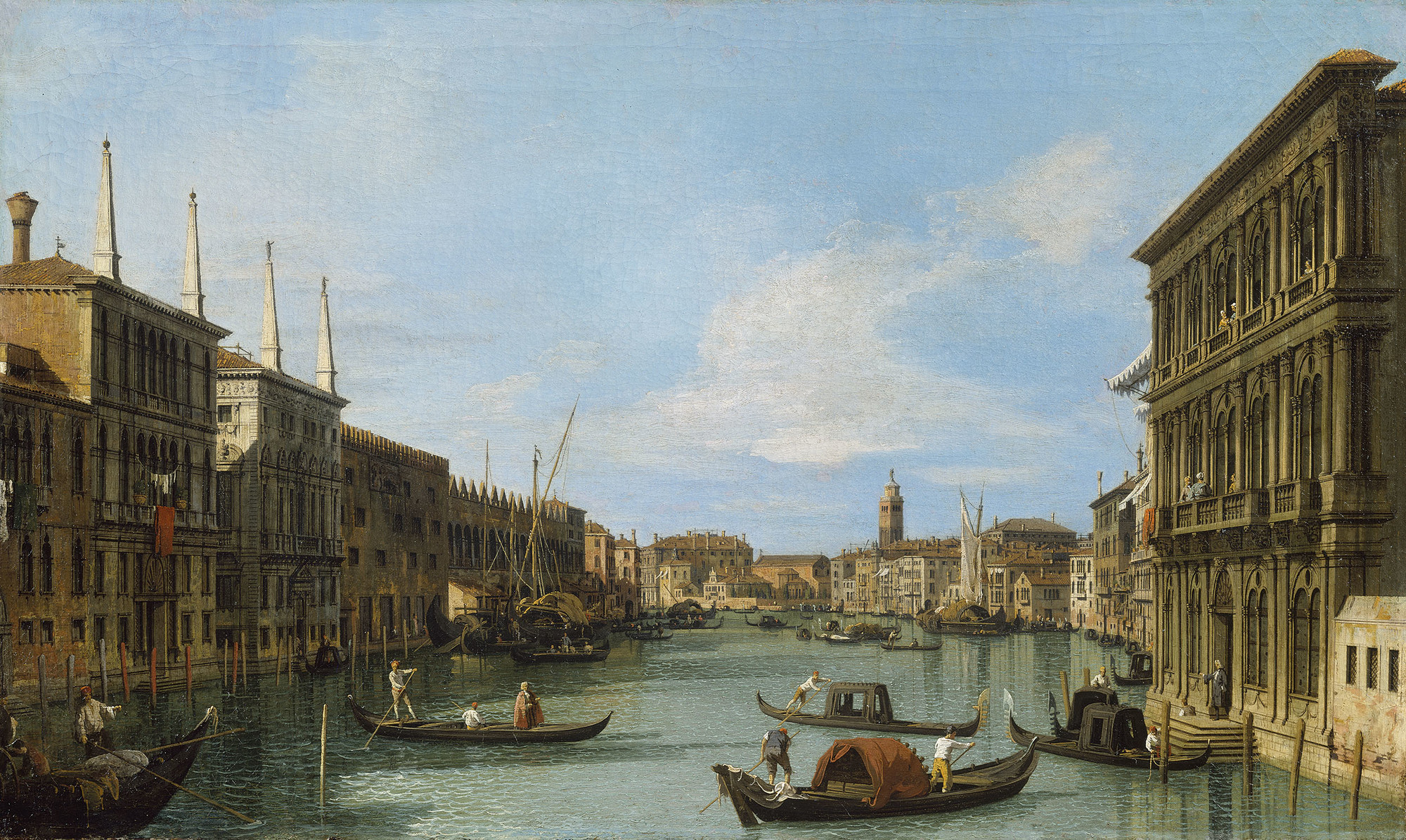
Le Grand Canal en direction ouest du palais Vendramin-Calergi vers San Geremia, 1727, Royal Collection

## Le musée Wagner

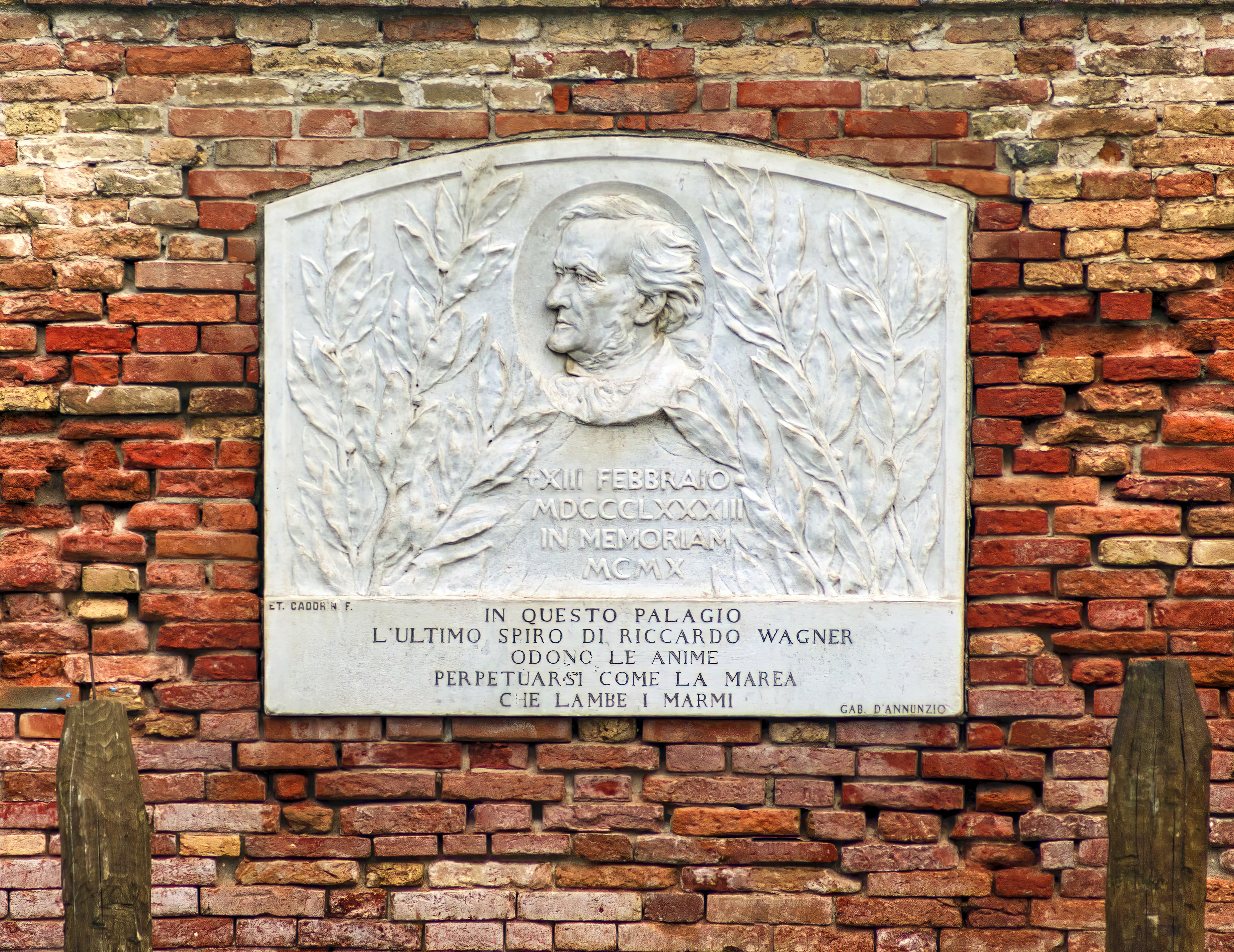
Plaque sur le Grand Canal de Ca' Vendramin Calergi

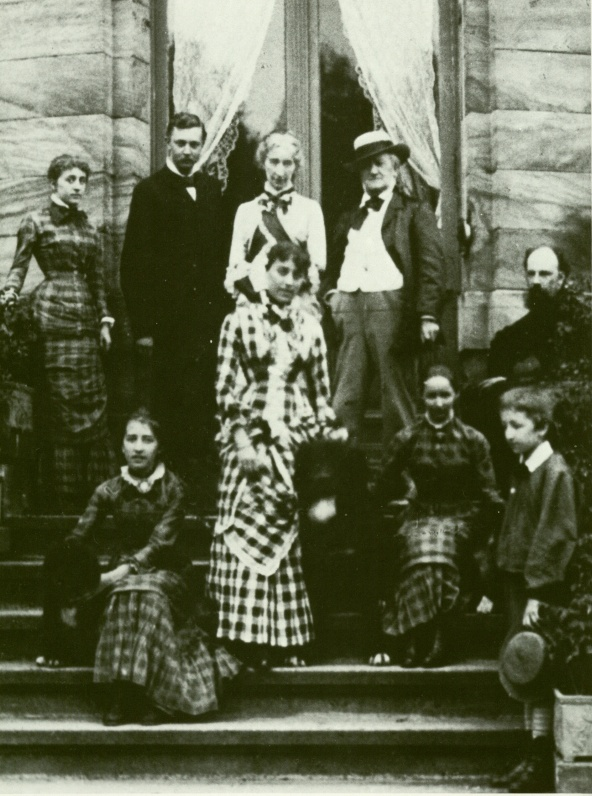
Wagner et sa famille en 1881. De gauche à droite, en haut : Blandine von Bülow, Heinrich von Stein (précepteur de Siegfried), Cosima Wagner, Richard Wagner, Paul von Joukowsky (ami de la famille). En bas : Isolde, Daniela von Bülow, Eva et Siegfried.

Richard Wagner effectua six séjours à Venise entre 1858 et 1883, année de sa mort. Il arriva en Italie, lors de son dernier voyage, peu de temps après les représentations de son drame « scénique sacré » Parsifal, dont la première avait eu lieu au cours du deuxième festival de Bayreuth. Avant son départ d'Allemagne, il loua en entier le premier étage mezzanine du palais Vendramin au comte de Bardi (étage non noble, 18 pièces), et y arriva le 16 septembre 1882 avec sa femme Cosima Wagner, leurs quatre enfants (Daniela, Isolde, Eva et Siegfried Wagner) et des domestiques. Wagner mourut au palais, dans sa soixante-dixième année, d'une crise d'angine de poitrine plus forte que celles dont il avait déjà souffert, le 13 février 1883.  Nietzsche, dans une lettre très émue de condoléance à Cosima, parlera de « l'heure sacrée où Richard Wagner mourut à Venise... ». Une plaque commémorative, sur une façade adjacente au palais Vendramin, porte cet hommage composé par Gabriele D'Annunzio :
« In questo palagio / l'ultimo spiro di Riccardo Wagner / odono le anime perpetuarsi come la marea / che lambe i marmi,. »
Le musée Wagner a été inauguré dans le palais en février 1995, dans quatre des pièces que le compositeur occupait, dont celle où il est mort. Il abrite la collection Josef Lienhart : documents rares, partitions musicales, lettres autographes, peintures, documents et autres trésors familiaux, constituant la plus riche collection privée muséographique relative à Wagner hors de celle réunie à Bayreuth. Le musée est ouvert au public certains jours de la semaine, sur rendez-vous.
L'Associazione Richard Wagner di Venezia dirige le musée et le Centro Europeo di Studi e Richerche Richard Wagner (C.E.S.R.R.W.). Elle organise aussi des expositions, des conférences et des concerts, et publie des articles consacrés à la vie et aux œuvres de l'illustre compositeur.